# Centaurea uniflora
Espèce
Synonymes
- Centaurea plumosa A.Kern.[1]
- Centaurea uniflora subsp. uniflora[1]
- Jacea plumosa Lam.[1]
- Jacea uniflora (Turra) Soják[1]

La Centaurée à un capitule, Centaurée uniflore ou Centaurée monocéphale (Centaurea uniflora), est une espèce de plante à fleurs de la famille des Astéracées.

## Description
Plante herbacée vivace haute de 10 à 30 cm, feuilles lancéolées, blanchâtres à cause d'un feutrage de poils longs. Fleurs en tube allongé, réunies en un capitule, celles de la périphérie plus longues ; les bractées sont prolongées par un appendice plumeux. 

## Habitat
Alpes occidentales : pâturages, pelouses jusqu'à 2 500 m.